# Ski (Na Uy)
Ski là một đô thị ở hạt Akershus, Na Uy.
Ski đã được tách khỏi Kråkstad ngày 1 tháng 7 năm 1931. Phần còn lại của Kråkstad đã được sáp nhập với Ski ngày 1 tháng 1 năm 1964.
Ski nằm ở đông nam Oslo. Ski là một thị xã/thành phố (tiếng Na Uy: "by"). Bên ngoài nội ô của đô thị này là rừng. Giống như Oslo, Ski nằm ở trên khu vực kiến tạo đá cổ. 